# مهمانکده

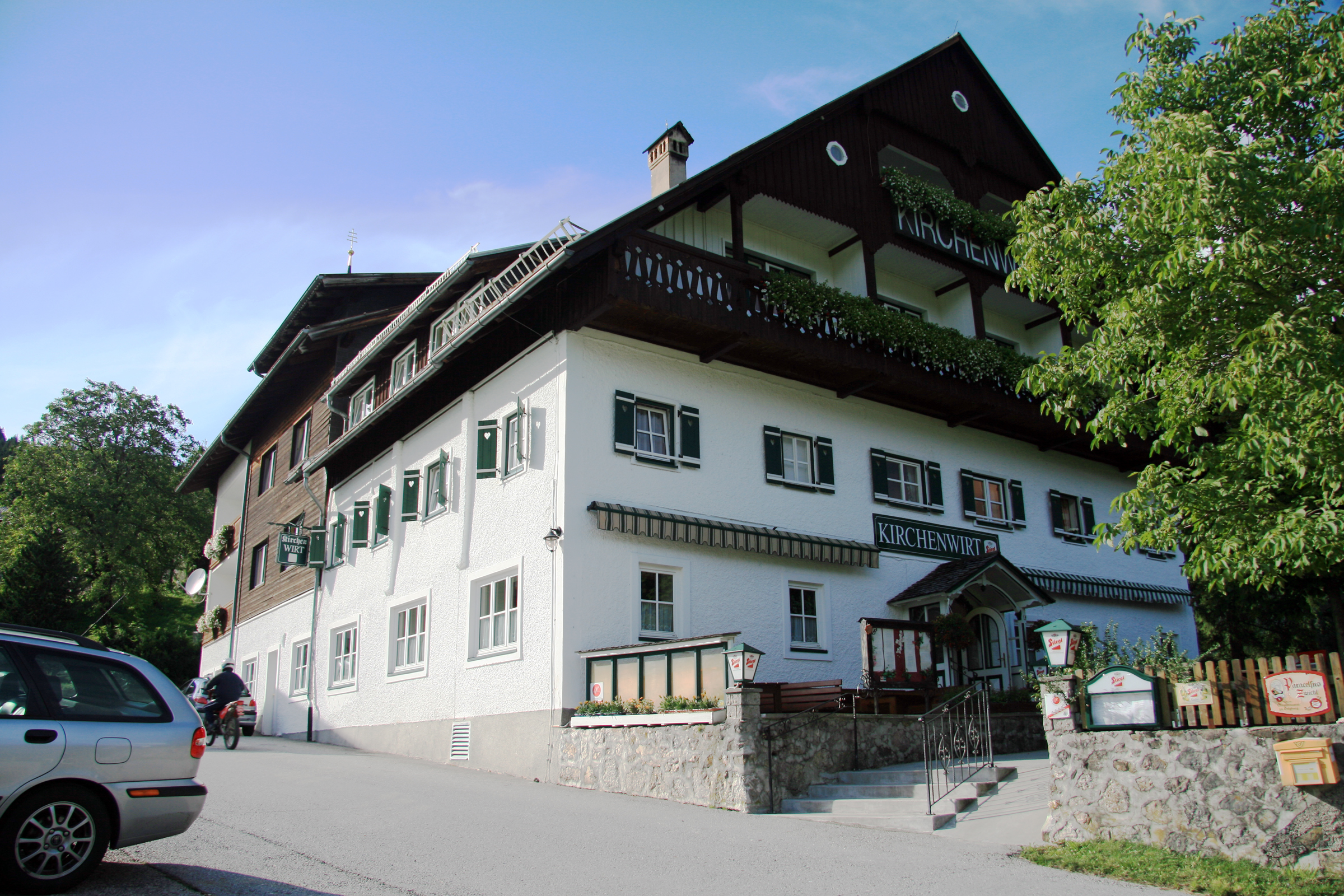
یک مهمانکده در روستایی از گوسو، اوبراسترایش

مهمانکده یا پانسیون (‎/pɒ̃ˈsjɒ̃/‎; فرانسوی: [pɑ̃sjɔ̃]) اقامتگاهی است که از مسافران یا مشتریان خود به‌طور کامل یا نیمه‌کامل پذیرایی کند.